# 신이 말하는 대로 (영화)
《신이 말하는 대로》는 2014년 공개된 일본의 영화이다. 동명 만화를 원작으로 한다.감독은 미이케 다카시. 주연은 후쿠시 소타.

## 줄거리
매일 학교와 집만 오가는 지루한 인생을 살던 고등학생 슌. 그날도 지루하게 1교시 수업을 듣고있던 와중에 갑자기 수업을 하던 선생님의 머리가 터져버리더니 달마인형 하나가 튀어나왔다. 인형은 난데없이 '무궁화 꽃이 피었습니다' 게임을 시작했고 움직이는 아이들은 모두 선생님처럼 똑같이 머리가 터져 잔인하게 죽어버렸다. 게임이 반복되는 사이 이것이 단순한 게임이 아닌 목숨이 걸린 죽음의 서바이벌 게임이라는걸 알게된다. 
슌은 운좋게 최후의 1인이 됐지만 기뻐하기는커녕 바닥에 널브러진 피투성이의 시체를 보고는 지루했던 원래 인생을 돌려달라고 독백한다. 복도에 나와보니 다른 교실도 상황이 비슷했다. 경찰에 신고하려고 했지만 이미 휴대폰은 먹통인 상황. 남은 방법은 생존한 다른 아이들과 힘을 합쳐 게임을 모두 클리어하고 학교를 빠져나가는것 뿐이었다.

## 캐스트
- 타카하타 슌 - 후쿠시 소타
- 아키모토 이치카 - 야마자키 히로나
- 아마야 타케루 - 카미키 류노스케
- 타카세 쇼코 - 유키 미오
- 사타케 - 소메타니 쇼타
- 타쿠미 - 오모리 나오
- 타오카 유미 - 하기와라 미노리
- 릴리 프랭키
- 마에다 아츠코
- 야마자키 츠토무
- 오쿠 에이지 - 이리에 진기
- 사나다 유키오 - 오오츠루 사스케

## 스태프
- 원작 - 카네시로 마네유키·후지무라 아케지 《신이 말하는 대로》 (코단샤)
- 감독 - 미이케 다카시
- 각본 - 야츠 히로유키
- 제작 - 이치카와 미나미
- 이그제큐티브 프로듀서 - 야마우치 아키히로
- 음악 - 엔도 고지
- 촬영 - 기타 노부야스
- 편집 - 야마시타 겐지
- VFX 수퍼바이저 - 오타가키 가오리
- 음향 효과 - 시바사키 겐지
- 제작 프로덕션 - 토호 영화, OLM
- 제작 협력 - 라쿠에이샤
- 배급 - 토호
- 제작 - 〈신이 말하는 대로〉 제작 위원회 (토호, 덴츠, 코단샤, OLM, JR 동일본 기획, 일본 출판 판매, GyaO!)

## 관련 작품
- 오징어 게임